# Billie Jean King Cup 2025 – kvalifikační kolo
Kvalifikační kolo Billie Jean King Cupu 2025 probíhalo mezi 10. až 13. dubnem 2025 jako součást ženské týmové soutěže v tenise, Billie Jean King Cupu 2025. Poprvé získalo skupinový charakter, který nahradil samostatné vzájemné zápasy dvou celků o postup. Osmnáct družstev bylo rozděleno do šesti tříčlenných skupin. Jeden z účastníků každé z nich se stal hostitelem s právem volby dějiště a povrchu.
Hrálo se systémem každý s každým. Mezistátní duely měly jednodenní formát. Po dvou dvouhrách následovala závěrečná čtyřhra. Všechny sety utkání za stavu gamů 6–6 rozhodoval 7bodový tiebreak.
Vítězové postoupili do zářijového osmičlenného finále v Šen-čenu. Na družstva z druhých a třetích míst čekala světová baráž probíhající v listopadu.

## Přehled
Účast v kvalifikačním kole si zajistilo osmnáct týmů:
- 11 týmů z 2.–12. místa finálového turnaje 2024
- 7 vítězů ze světové baráže 2024 (Čína postoupila do finále automaticky jako hostitel)

| Týmy z finále - Kanada (2.) - Česko (3.) - Slovensko (4.) - Austrálie (5.) - Polsko (6.) - Velká Británie (7.) - Spojené státy (9.) - Španělsko (10.) - Německo (11.) - Rumunsko (13.) - Japonsko (14.) | Týmy z baráže - Švýcarsko (8.) - Kazachstán (12.) - Nizozemsko (17.) - Ukrajina (19.) - Brazílie (20.) - Kolumbie (24.) - Dánsko (27.) |

Žebříček ITF k 3. prosinci 2024.

### Nasazení
Rozlosování se uskutečnilo v londýnské centrále Mezinárodní tenisové federace 23. ledna 2025, na základě žebříčku ITF vydaného 3. prosince 2024. Každý z šesti nasazených celků, podle nejvyššího žebříčkového postavení, vedl jednu ze skupin v prvním koši. Zbylých 12 týmů bylo rozděleno na základě žebříčku do druhého a třetího výkonnostního koše.
1. Kanada
2. Česko
3. Slovensko
4. Austrálie
5. Polsko
6. Velká Británie

## Soupisky
| Soupisky týmů                                                                                                | Soupisky týmů            | Soupisky týmů            | Soupisky týmů             | Soupisky týmů             | Soupisky týmů           | Soupisky týmů           | Soupisky týmů          | Soupisky týmů          | Soupisky týmů             | Soupisky týmů             | Soupisky týmů          | Soupisky týmů |
| Tým | jednička týmu            | jednička týmu            | dvojka týmu               | dvojka týmu               | trojka týmu             | trojka týmu             | čtyřka týmu            | čtyřka týmu            | pětka týmu                | pětka týmu                | kapitáni               |               |
| Skupina A | Skupina A                | Skupina A                | Skupina A                 | Skupina A                 | Skupina A               | Skupina A               | Skupina A              | Skupina A              | Skupina A                 | Skupina A                 | Skupina A              | Skupina A     |
| --- | ------------------------ | ------------------------ | ------------------------- | ------------------------- | ----------------------- | ----------------------- | ---------------------- | ---------------------- | ------------------------- | ------------------------- | ---------------------- | ------------- |
| Kanada | Rebecca Marinová         | Rebecca Marinová         | Marina Stakusicová        | Marina Stakusicová        | Victoria Mboková        | Victoria Mboková        | Kayla Crossová         | Kayla Crossová         | Ariana Arseneaultová      | Ariana Arseneaultová      | Heidi El Tabakhová     |               |
| Kanada | 106.                     | 235.                     | 128.                      | 473.                      | 159.                    | 552.                    | 221.                   | 185.                   | 562.                      | 117.                      | Heidi El Tabakhová     |               |
| Rumunsko | Anca Todoniová           | Anca Todoniová           | Miriam Bulgaruová         | Miriam Bulgaruová         | Georgia Crăciunová      | Georgia Crăciunová      | Ilinca Amarieiová      | Ilinca Amarieiová      | Mara Gaeová               | Mara Gaeová               | Horia Tecău            |               |
| Rumunsko | 88.                      | 298.                     | 211.                      | –                         | 374.                    | 907.                    | 438.                   | 368.                   | 1076.                     | 549.                      | Horia Tecău            |               |
| Japonsko | Mojuka Učidžimová        | Mojuka Učidžimová        | Aoi Itóová                | Aoi Itóová                | Ena Šibaharaová         | Ena Šibaharaová         | Eri Hozumiová          | Eri Hozumiová          | Šúko Aojamová             | Šúko Aojamová             | Ai Sugijamová          |               |
| Japonsko | 51.                      | 112.                     | 104.                      | 270.                      | 136.                    | 58.                     | 1401.                  | 51.                    | –                         | 55.                       | Ai Sugijamová          |               |
| Skupina B |                          |                          |                           |                           |                         |                         |                        |                        |                           |                           |                        |               |
| Česko | Linda Nosková            | Linda Nosková            | Marie Bouzková            | Marie Bouzková            | Tereza Valentová        | Tereza Valentová        | Dominika Šalková       | Dominika Šalková       | Tereza Krejčová           | Tereza Krejčová           | Petr Pála              |               |
| Česko | 33.                      | 82.                      | 58.                       | 76.                       | 171.                    | 423.                    | 198.                   | 241.                   | –                         | 850.                      | Petr Pála              |               |
| Španělsko | Jéssica Bouzas Maneirová | Jéssica Bouzas Maneirová | Sara Sorribes Tormová     | Sara Sorribes Tormová     | Cristina Bucșová        | Cristina Bucșová        | Guiomar Maristanyová   | Guiomar Maristanyová   | Yvonne Cavallé Reimersová | Yvonne Cavallé Reimersová | Carla Suárez Navarrová |               |
| Španělsko | 69.                      | 1195.                    | 85.                       | 40.                       | 94.                     | 21.                     | 199.                   | 807.                   | –                         | 77.                       | Carla Suárez Navarrová |               |
| Brazílie | Beatriz Haddad Maiová    | Beatriz Haddad Maiová    | Laura Pigossiová          | Laura Pigossiová          | Luiza Fullanová         | Luiza Fullanová         | Ana Candiottová        | Ana Candiottová        | Luisa Stefaniová          | Luisa Stefaniová          | Luiz Peniza            |               |
| Brazílie | 17.                      | 54.                      | 182.                      | 109.                      | 544.                    | 761.                    | 574.                   | 376.                   | –                         | 38.                       | Luiz Peniza            |               |
| Skupina C |                          |                          |                           |                           |                         |                         |                        |                        |                           |                           |                        |               |
| Slovensko | Rebecca Šramková         | Rebecca Šramková         | Viktória Hrunčáková       | Viktória Hrunčáková       | Renáta Jamrichová       | Renáta Jamrichová       | Mia Pohanková          | Mia Pohanková          | Tereza Mihalíková         | Tereza Mihalíková         | Matej Liptak           |               |
| Slovensko | 37.                      | 479.                     | 262.                      | 321.                      | 333.                    | 1237.                   | 478.                   | 1605.                  | –                         | 34.                       | Matej Liptak           |               |
| Spojené státy                                                                                                | Alycia Parksová          | Alycia Parksová          | Bernarda Peraová          | Bernarda Peraová          | Hailey Baptisteová      | Hailey Baptisteová      | Asia Muhammadová       | Asia Muhammadová       | Desirae Krawczyková       | Desirae Krawczyková       | Lindsay Davenportová   |               |
| Spojené státy                                                                                                | 54.                      | 160.                     | 76.                       | 301.                      | 86.                     | 134.                    | –                      | 8.                     | –                         | 13.                       | Lindsay Davenportová   |               |
| Dánsko | Johanne Svendsenová      | Johanne Svendsenová      | Rebecca Munk Mortensenová | Rebecca Munk Mortensenová | Laura Brunkelová        | Laura Brunkelová        | Emilie Francatiová     | Emilie Francatiová     | —                         | —                         | Jens Anker Andersen    |               |
| Dánsko | 698.                     | 1062.                    | 773.                      | 713.                      | 1044.                   | –                       | –                      | –                      | —                         | —                         | Jens Anker Andersen    |               |
| Skupina D |                          |                          |                           |                           |                         |                         |                        |                        |                           |                           |                        |               |
| Austrálie | Kimberly Birrellová      | Kimberly Birrellová      | Maya Jointová             | Maya Jointová             | Ajla Tomljanovićová     | Ajla Tomljanovićová     | Ellen Perezová         | Ellen Perezová         | Storm Hunterová           | Storm Hunterová           | Samantha Stosurová     |               |
| Austrálie | 61.                      | 199.                     | 78.                       | 156.                      | 79.                     | 1169.                   | –                      | 20.                    | –                         | 334.                      | Samantha Stosurová     |               |
| Kazachstán                                                                                                   | Jelena Rybakinová        | Jelena Rybakinová        | Julia Putincevová         | Julia Putincevová         | Žibek Kulambajevová     | Žibek Kulambajevová     | Zarina Dijasová        | Zarina Dijasová        | Anna Danilinová           | Anna Danilinová           | Jurij Ščukin           |               |
| Kazachstán                                                                                                   | 10.                      | –                        | 23.                       | 75.                       | 310.                    | 162.                    | 327.                   | 1056.                  | 894.                      | 18.                       | Jurij Ščukin           |               |
| Kolumbie | Yuliana Lizarazová       | Yuliana Lizarazová       | Yuliana Monroyová         | Yuliana Monroyová         | Valentina Mediorrealová | Valentina Mediorrealová | María Paulina Pérezová | María Paulina Pérezová | —                         | —                         | Alejandro González     |               |
| Kolumbie | 684.                     | 385.                     | 734.                      | 637.                      | 804.                    | 736.                    | 1079.                  | 242.                   | —                         | —                         | Alejandro González     |               |
| Skupina E |                          |                          |                           |                           |                         |                         |                        |                        |                           |                           |                        |               |
| Polsko | Magda Linetteová         | Magda Linetteová         | Maja Chwalińská           | Maja Chwalińská           | Katarzyna Kawaová       | Katarzyna Kawaová       | Martyna Kubková        | Martyna Kubková        | —                         | —                         | Dawid Celt             |               |
| Polsko | 30.                      | 96.                      | 121.                      | 104.                      | 156.                    | 135.                    | 361.                   | 125.                   | —                         | —                         | Dawid Celt             |               |
| Švýcarsko | Viktorija Golubicová     | Viktorija Golubicová     | Jil Teichmannová          | Jil Teichmannová          | Céline Naefová          | Céline Naefová          | Susan Bandecchiová     | Susan Bandecchiová     | —                         | —                         | Heinz Günthardt        |               |
| Švýcarsko | 93.                      | 393.                     | 96.                       | 440.                      | 178.                    | 142.                    | 189.                   | –                      | —                         | —                         | Heinz Günthardt        |               |
| Ukrajina | Elina Svitolinová        | Elina Svitolinová        | Marta Kosťuková           | Marta Kosťuková           | Katarina Zavacká        | Katarina Zavacká        | Ljudmyla Kičenoková    | Ljudmyla Kičenoková    | Nadija Kičenoková         | Nadija Kičenoková         | Illja Marčenko         |               |
| Ukrajina | 25.                      | 57.                      | 263.                      | 623.                      | –                       | 9.                      | –                      | 49.                    |                           |                           | Illja Marčenko         |               |
| Skupina F |                          |                          |                           |                           |                         |                         |                        |                        |                           |                           |                        |               |
| Velká Británie                                                                                               | Katie Boulterová         | Katie Boulterová         | Sonay Kartalová           | Sonay Kartalová           | Harriet Dartová         | Harriet Dartová         | Jodie Burrageová       | Jodie Burrageová       | Olivia Nichollsová        | Olivia Nichollsová        | Anne Keothavongová     |               |
| Velká Británie                                                                                               | 40.                      | 302.                     | 60.                       | –                         | 108.                    | 62.                     | 175.                   | 256.                   | –                         | 31.                       | Anne Keothavongová     |               |
| Německo | Eva Lysová               | Eva Lysová               | Tatjana Mariová           | Tatjana Mariová           | Laura Siegemundová      | Laura Siegemundová      | Jule Niemeierová       | Jule Niemeierová       | Anna-Lena Friedsamová     | Anna-Lena Friedsamová     | Rainer Schüttler       |               |
| Německo | 68.                      | –                        | 81.                       | 1219.                     | 95.                     | 22.                     | 120.                   | 520.                   | 344.                      | 684.                      | Rainer Schüttler       |               |
| Nizozemsko                                                                                                   | Suzan Lamensová          | Suzan Lamensová          | Anouk Koevermansová       | Anouk Koevermansová       | Eva Vedderová           | Eva Vedderová           | Demi Schuursová        | Demi Schuursová        | —                         | —                         | Elise Tamaëlaová       |               |
| Nizozemsko                                                                                                   | 70.                      | 370.                     | 181.                      | 110.                      | 265.                    | 110.                    | –                      | 26.                    | —                         | —                         | Elise Tamaëlaová       |               |
| Žebříček WTA ve dvouhře a čtyřhře k 7. dubnu 2025 / – nejvýše postavená jednička až pětka ve startovním poli |                          |                          |                           |                           |                         |                         |                        |                        |                           |                           |                        |               |

## Skupiny

### Přehled
|  | postup do finále |

| Skupina | 1. místo       | 1. místo | 1. místo | 1. místo | 2. místo   | 2. místo | 2. místo | 2. místo | 3. místo  | 3. místo | 3. místo | 3. místo |
| Skupina | tým            | MZ       | U        | S        | tým        | MZ       | U        | S        | tým       | MZ       | U        | S        |
| ------- | -------------- | -------- | -------- | -------- | ---------- | -------- | -------- | -------- | --------- | -------- | -------- | -------- |
| A       | Japonsko       | 2–0      | 5–1      | 11–4     | Kanada     | 1–1      | 4–2      | 9–5      | Rumunsko  | 0–2      | 0–6      | 1–12     |
| B       | Španělsko      | 2–0      | 5–1      | 10–3     | Česko      | 1–1      | 3–3      | 6–6      | Brazílie  | 0–2      | 1–5      | 3–10     |
| C       | Spojené státy  | 2–0      | 5–1      | 10–2     | Slovensko  | 1–1      | 4–2      | 8–6      | Dánsko    | 0–2      | 0–6      | 3–12     |
| D       | Kazachstán     | 2–0      | 5–1      | 10–3     | Austrálie  | 1–1      | 4–2      | 8–4      | Kolumbie  | 0–2      | 0–6      | 1–12     |
| E       | Ukrajina       | 2–0      | 5–1      | 10–3     | Polsko     | 1–1      | 3–3      | 6–8      | Švýcarsko | 0–2      | 1–5      | 5–10     |
| F       | Velká Británie | 2–0      | 4–2      | 8–6      | Nizozemsko | 1–1      | 4–2      | 9–5      | Německo   | 0–2      | 1–5      | 4–10     |

Vysvětlivky
1. 1 2 3  Poměr mezistátních zápasů
2. 1 2 3  Poměr jednotlivých utkání v mezistátních zápasech
3. 1 2 3  Poměr setů

| Začátky zápasů jsou uvedeny v místním časovém pásmu dějiště skupiny. |

### Skupina A
| Poř.  | Tým      | mez. zápasy | utkání | sety        | hry          |
| ----- | -------- | ----------- | ------ | ----------- | ------------ |
| 1.    | Japonsko | 2–0         | 5–1    | 11–4 (73 %) | 86–64 (57 %) |
| 2.    | Kanada   | 1–1         | 4–2    | 9–5 (64 %)  | 45–77 (37 %) |
| 3.    | Rumunsko | 0–2         | 0–6    | 1–12 (8 %)  | 45–77 (37 %) |
| Tokio |          |             |        |             |              |

#### Kanada vs. Rumunsko
| | Kanada | 3 :                                                                | 0   | Rumunsko |    |  |
| --- | ------ | ------------------------------------------------------------------ | --- | -------- | -- |  |
| Ariake Coliseum, Tokio 11. dubna 2025, 13:00 tvrdý – DecoTurf (hala) |        |                                                                    |     |          |    |  |
| \| \| \| \| 1. \| 2. \| 3. \| \| \| -- \| \| ------------------------------------------------------------------ \| --- \| --- \| -- \| \| \| 1. \| \| Victoria Mboková Miriam Bulgaruová \| 6 1 \| 6 4 \| \| \| \| 2. \| \| Marina Stakusicová Anca Todoniová \| 6 4 \| 6 3 \| \| \| \| 3. \| \| Kayla Crossová / Rebecca Marinová Georgia Crăciunová / Mara Gaeová \| 6 2 \| 6 4 \| \| \| \| \| \| \| \| \| \| \| \| \| \| \| \| \| \| \| \| \| \| \| \| \| \| \| \| \| \| \| \| \| \| \| \| \| \| \| \| \| \| \| |        |                                                                    |     |          |    |  |
| |        |                                                                    | 1.  | 2.       | 3. |  |
| 1. |        | Victoria Mboková Miriam Bulgaruová                                 | 6 1 | 6 4      |    |  |
| 2. |        | Marina Stakusicová Anca Todoniová                                  | 6 4 | 6 3      |    |  |
| 3. |        | Kayla Crossová / Rebecca Marinová Georgia Crăciunová / Mara Gaeová | 6 2 | 6 4      |    |  |
| |        |                                                                    |     |          |    |  |
| |        |                                                                    |     |          |    |  |
| |        |                                                                    |     |          |    |  |
| |        |                                                                    |     |          |    |  |
| |        |                                                                    |     |          |    |  |

#### Rumunsko vs. Japonsko
| | Rumunsko | 0 :                                                        | 3   | Japonsko |     |  |
| --- | -------- | ---------------------------------------------------------- | --- | -------- | --- |  |
| Ariake Coliseum, Tokio 12. dubna 2025, 13:00 tvrdý – DecoTurf (hala) |          |                                                            |     |          |     |  |
| \| \| \| \| 1. \| 2. \| 3. \| \| \| -- \| \| ---------------------------------------------------------- \| --- \| ---- \| --- \| \| \| 1. \| \| Miriam Bulgaruová Ena Šibaharaová \| 5 7 \| 2 6 \| \| \| \| 2. \| \| Anca Todoniová Mojuka Učidžimová \| 6 3 \| 63 7 \| 2 6 \| \| \| 3. \| \| Ilinca Amarieiová / Mara Gae Šúko Aojamová / Eri Hozumiová \| 4 6 \| 2 6 \| \| \| \| \| \| \| \| \| \| \| \| \| \| \| \| \| \| \| \| \| \| \| \| \| \| \| \| \| \| \| \| \| \| \| \| \| \| \| \| \| \| \| |          |                                                            |     |          |     |  |
| |          |                                                            | 1.  | 2.       | 3.  |  |
| 1. |          | Miriam Bulgaruová Ena Šibaharaová                          | 5 7 | 2 6      |     |  |
| 2. |          | Anca Todoniová Mojuka Učidžimová                           | 6 3 | 63 7     | 2 6 |  |
| 3. |          | Ilinca Amarieiová / Mara Gae Šúko Aojamová / Eri Hozumiová | 4 6 | 2 6      |     |  |
| |          |                                                            |     |          |     |  |
| |          |                                                            |     |          |     |  |
| |          |                                                            |     |          |     |  |
| |          |                                                            |     |          |     |  |
| |          |                                                            |     |          |     |  |

#### Kanada vs. Japonsko
| | Kanada | 1 :                                                               | 2   | Japonsko |     |  |
| --- | ------ | ----------------------------------------------------------------- | --- | -------- | --- |  |
| Ariake Coliseum, Tokio 13. dubna 2025, 11:00 tvrdý – DecoTurf (hala) |        |                                                                   |     |          |     |  |
| \| \| \| \| 1. \| 2. \| 3. \| \| \| -- \| \| ----------------------------------------------------------------- \| --- \| ------ \| --- \| \| \| 1. \| \| Victoria Mboková Ena Šibaharaová \| 6 4 \| 68 710 \| 7 5 \| \| \| 2. \| \| Marina Stakusicová Mojuka Učidžimová \| 3 6 \| 3 6 \| \| \| \| 3. \| \| Kayla Crossová / Rebecca Marinová Šúko Aojamová / Ena Šibaharaová \| 3 6 \| 7 5 \| 2 6 \| \| \| \| \| \| \| \| \| \| \| \| \| \| \| \| \| \| \| \| \| \| \| \| \| \| \| \| \| \| \| \| \| \| \| \| \| \| \| \| \| \| |        |                                                                   |     |          |     |  |
| |        |                                                                   | 1.  | 2.       | 3.  |  |
| 1. |        | Victoria Mboková Ena Šibaharaová                                  | 6 4 | 68 710   | 7 5 |  |
| 2. |        | Marina Stakusicová Mojuka Učidžimová                              | 3 6 | 3 6      |     |  |
| 3. |        | Kayla Crossová / Rebecca Marinová Šúko Aojamová / Ena Šibaharaová | 3 6 | 7 5      | 2 6 |  |
| |        |                                                                   |     |          |     |  |
| |        |                                                                   |     |          |     |  |
| |        |                                                                   |     |          |     |  |
| |        |                                                                   |     |          |     |  |
| |        |                                                                   |     |          |     |  |

### Skupina B
| Poř.    | Tým       | mez. zápasy | utkání | sety        | hry          |
| ------- | --------- | ----------- | ------ | ----------- | ------------ |
| 1.      | Španělsko | 2–0         | 5–1    | 10–3 (77 %) | 73–52 (58 %) |
| 2.      | Česko     | 1–1         | 3–3    | 6–6 (50 %)  | 60–55 (52 %) |
| 3.      | Brazílie  | 0–2         | 1–5    | 3–10 (23 %) | 50–76 (40 %) |
| Ostrava |           |             |        |             |              |

#### Česko vs. Brazílie
| | Česko | 2 :                                                                       | 1   | Brazílie |    |  |
| --- | --- | ------------------------------------------------------------------------- | --- | -------- | -- |  |
| RT Torax Arena, Ostrava 10. dubna 2025, 15:00 tvrdý – Rebound Ace (hala) | |                                                                           |     |          |    |  |
| \| \| \| \| 1. \| 2. \| 3. \| \| \| ----------- \| -------------------------------------------------------------------------------------------------------------------------------------------------------------------------------------------------------------------------------------------------------------------------------- \| ------------------------------------------------------------------------- \| --- \| ---- \| -- \| \| \| 1. \| \| Marie Bouzková Laura Pigossiová \| 6 0 \| 7 63 \| \| \| \| 2. \| \| Linda Nosková Beatriz Haddad Maiová \| 6 4 \| 6 0 \| \| \| \| 3. \| \| Linda Nosková / Tereza Valentová Beatriz Haddad Maiová / Luisa Stefaniová \| 4 6 \| 64 7 \| \| \| \| \| \| \| \| \| \| \| \| \| \| \| \| \| \| \| \| \| \| \| \| \| \| \| \| Podrobnosti \| \| \| \| \| \| \| \| \| V porubské RT Torax Areně byl první volbou českého týmu antukový povrch. Pro dvoutýdenní přípravu dvorce a riziko kolize s domácími zápasy porubského klubu v play-off 1. hokejové ligy, museli pořadatelé přejít na tvrdý povrch, jehož pokládka ušetřila osm až devět dnů.[10] \| \| \| \| \| \| | |                                                                           |     |          |    |  |
| | |                                                                           | 1.  | 2.       | 3. |  |
| 1. | | Marie Bouzková Laura Pigossiová                                           | 6 0 | 7 63     |    |  |
| 2. | | Linda Nosková Beatriz Haddad Maiová                                       | 6 4 | 6 0      |    |  |
| 3. | | Linda Nosková / Tereza Valentová Beatriz Haddad Maiová / Luisa Stefaniová | 4 6 | 64 7     |    |  |
| | |                                                                           |     |          |    |  |
| | |                                                                           |     |          |    |  |
| | |                                                                           |     |          |    |  |
| Podrobnosti | |                                                                           |     |          |    |  |
| | V porubské RT Torax Areně byl první volbou českého týmu antukový povrch. Pro dvoutýdenní přípravu dvorce a riziko kolize s domácími zápasy porubského klubu v play-off 1. hokejové ligy, museli pořadatelé přejít na tvrdý povrch, jehož pokládka ušetřila osm až devět dnů. |                                                                           |     |          |    |  |

#### Španělsko vs. Brazílie
| | Španělsko | 3 :                                                                          | 0   | Brazílie |     |  |
| --- | --------- | ---------------------------------------------------------------------------- | --- | -------- | --- |  |
| RT Torax Arena, Ostrava 11. dubna 2025, 15:00 tvrdý – Rebound Ace (hala) |           |                                                                              |     |          |     |  |
| \| \| \| \| 1. \| 2. \| 3. \| \| \| -- \| \| ---------------------------------------------------------------------------- \| --- \| --- \| --- \| \| \| 1. \| \| Sara Sorribes Tormová Laura Pigossiová \| 6 3 \| 7 5 \| \| \| \| 2. \| \| Jéssica Bouzas Maneirová Beatriz Haddad Maiová \| 6 3 \| 4 6 \| 6 4 \| \| \| 3. \| \| Cristina Bucșová / Sara Sorribes Tormová Laura Pigossiová / Luisa Stefaniová \| 6 3 \| 6 3 \| \| \| \| \| \| \| \| \| \| \| \| \| \| \| \| \| \| \| \| \| \| \| \| \| \| \| \| \| \| \| \| \| \| \| \| \| \| \| \| \| \| \| |           |                                                                              |     |          |     |  |
| |           |                                                                              | 1.  | 2.       | 3.  |  |
| 1. |           | Sara Sorribes Tormová Laura Pigossiová                                       | 6 3 | 7 5      |     |  |
| 2. |           | Jéssica Bouzas Maneirová Beatriz Haddad Maiová                               | 6 3 | 4 6      | 6 4 |  |
| 3. |           | Cristina Bucșová / Sara Sorribes Tormová Laura Pigossiová / Luisa Stefaniová | 6 3 | 6 3      |     |  |
| |           |                                                                              |     |          |     |  |
| |           |                                                                              |     |          |     |  |
| |           |                                                                              |     |          |     |  |
| |           |                                                                              |     |          |     |  |
| |           |                                                                              |     |          |     |  |

#### Česko vs. Španělsko
| | Česko | 1 :                                                                                  | 2   | Španělsko |    |  |
| --- | ----- | ------------------------------------------------------------------------------------ | --- | --------- | -- |  |
| RT Torax Arena, Ostrava 12. dubna 2025, 15:00 tvrdý – Rebound Ace (hala) |       |                                                                                      |     |           |    |  |
| \| \| \| \| 1. \| 2. \| 3. \| \| \| -- \| \| ------------------------------------------------------------------------------------ \| --- \| --- \| -- \| \| \| 1. \| \| Marie Bouzková Cristina Bucșová \| 5 7 \| 1 6 \| \| \| \| 2. \| \| Linda Nosková Jéssica Bouzas Maneirová \| 4 6 \| 2 6 \| \| \| \| 3. \| \| Dominika Šalková / Tereza Valentová Yvonne Cavallé Reimersová / Guiomar Maristanyová \| 6 2 \| 7 5 \| \| \| \| \| \| \| \| \| \| \| \| \| \| \| \| \| \| \| \| \| \| \| \| \| \| \| \| \| \| \| \| \| \| \| \| \| \| \| \| \| \| \| |       |                                                                                      |     |           |    |  |
| |       |                                                                                      | 1.  | 2.        | 3. |  |
| 1. |       | Marie Bouzková Cristina Bucșová                                                      | 5 7 | 1 6       |    |  |
| 2. |       | Linda Nosková Jéssica Bouzas Maneirová                                               | 4 6 | 2 6       |    |  |
| 3. |       | Dominika Šalková / Tereza Valentová Yvonne Cavallé Reimersová / Guiomar Maristanyová | 6 2 | 7 5       |    |  |
| |       |                                                                                      |     |           |    |  |
| |       |                                                                                      |     |           |    |  |
| |       |                                                                                      |     |           |    |  |
| |       |                                                                                      |     |           |    |  |
| |       |                                                                                      |     |           |    |  |

### Skupina C
| Poř.       | Tým           | mez. zápasy | utkání | sety        | hry          |
| ---------- | ------------- | ----------- | ------ | ----------- | ------------ |
| 1.         | Spojené státy | 2–0         | 5–1    | 10–2 (83 %) | 62–44 (58 %) |
| 2.         | Slovensko     | 1–1         | 4–2    | 8–6 (57 %)  | 78–63 (55 %) |
| 3.         | Dánsko        | 0–2         | 0–6    | 2–12 (14 %) | 51–84 (38 %) |
| Bratislava |               |             |        |             |              |

#### Slovensko vs. Dánsko
| | Slovensko | 3 :                                                                           | 0    | Dánsko |     |  |
| --- | --------- | ----------------------------------------------------------------------------- | ---- | ------ | --- |  |
| Peugeot Arena, Bratislava 11. dubna 2025, 15:00 tvrdý – GreenSet Cushion (hala) |           |                                                                               |      |        |     |  |
| \| \| \| \| 1. \| 2. \| 3. \| \| \| -- \| \| ----------------------------------------------------------------------------- \| ---- \| --- \| --- \| \| \| 1. \| \| Viktória Hrunčáková Rebecca Munk Mortensenová \| 6 4 \| 6 3 \| \| \| \| 2. \| \| Rebecca Šramková Johanne Christine Svendsenová \| 7 63 \| 5 7 \| 6 3 \| \| \| 3. \| \| Viktória Hrunčáková / Tereza Mihalíková Laura Brunkelová / Emilie Francatiová \| 7 64 \| 5 7 \| 6 1 \| \| \| \| \| \| \| \| \| \| \| \| \| \| \| \| \| \| \| \| \| \| \| \| \| \| \| \| \| \| \| \| \| \| \| \| \| \| \| \| \| \| |           |                                                                               |      |        |     |  |
| |           |                                                                               | 1.   | 2.     | 3.  |  |
| 1. |           | Viktória Hrunčáková Rebecca Munk Mortensenová                                 | 6 4  | 6 3    |     |  |
| 2. |           | Rebecca Šramková Johanne Christine Svendsenová                                | 7 63 | 5 7    | 6 3 |  |
| 3. |           | Viktória Hrunčáková / Tereza Mihalíková Laura Brunkelová / Emilie Francatiová | 7 64 | 5 7    | 6 1 |  |
| |           |                                                                               |      |        |     |  |
| |           |                                                                               |      |        |     |  |
| |           |                                                                               |      |        |     |  |
| |           |                                                                               |      |        |     |  |
| |           |                                                                               |      |        |     |  |

#### Spojené státy americké vs. Dánsko
| | Spojené státy americké | 3 :                                                                          | 0   | Dánsko |    |  |
| --- | ---------------------- | ---------------------------------------------------------------------------- | --- | ------ | -- |  |
| Peugeot Arena, Bratislava 12. dubna 2025, 15:00 tvrdý – GreenSet Cushion (hala) |                        |                                                                              |     |        |    |  |
| \| \| \| \| 1. \| 2. \| 3. \| \| \| -- \| \| ---------------------------------------------------------------------------- \| --- \| --- \| -- \| \| \| 1. \| \| Hailey Baptisteová Rebecca Munk Mortensenová \| 6 1 \| 6 4 \| \| \| \| 2. \| \| Bernarda Peraová Johanne Christine Svendsenová \| 6 3 \| 6 1 \| \| \| \| 3. \| \| Desirae Krawczyková / Asia Muhammadová Laura Brunkelová / Emilie Francatiová \| 6 4 \| 6 1 \| \| \| \| \| \| \| \| \| \| \| \| \| \| \| \| \| \| \| \| \| \| \| \| \| \| \| \| \| \| \| \| \| \| \| \| \| \| \| \| \| \| \| |                        |                                                                              |     |        |    |  |
| |                        |                                                                              | 1.  | 2.     | 3. |  |
| 1. |                        | Hailey Baptisteová Rebecca Munk Mortensenová                                 | 6 1 | 6 4    |    |  |
| 2. |                        | Bernarda Peraová Johanne Christine Svendsenová                               | 6 3 | 6 1    |    |  |
| 3. |                        | Desirae Krawczyková / Asia Muhammadová Laura Brunkelová / Emilie Francatiová | 6 4 | 6 1    |    |  |
| |                        |                                                                              |     |        |    |  |
| |                        |                                                                              |     |        |    |  |
| |                        |                                                                              |     |        |    |  |
| |                        |                                                                              |     |        |    |  |
| |                        |                                                                              |     |        |    |  |

#### Slovensko vs. Spojené státy americké
| | Slovensko | 1 :                                                                      | 2    | Spojené státy americké |    |       |
| --- | --- | ------------------------------------------------------------------------ | ---- | ---------------------- | -- | ----- |
| Peugeot Arena, Bratislava 13. dubna 2025, 15:00 tvrdý – GreenSet Cushion (hala) | |                                                                          |      |                        |    |       |
| \| \| \| \| 1. \| 2. \| 3. \| \| \| ----------- \| ------------------------------------------------------------------------------------------------------------- \| ------------------------------------------------------------------------ \| ---- \| --- \| -- \| ----- \| \| 1. \| \| Renáta Jamrichová Hailey Baptisteová \| 3 6 \| 4 6 \| \| \| \| 2. \| \| Rebecca Šramková Bernarda Peraová \| 62 7 \| 5 7 \| \| \| \| 3. \| \| Tereza Mihalíková / Mia Pohánková Desirae Krawczyková / Asia Muhammadová \| 3 0 \| \| \| skreč \| \| \| \| \| \| \| \| \| \| \| \| \| \| \| \| \| \| \| \| \| \| \| \| \| \| Podrobnosti \| \| \| \| \| \| \| \| \| Skreč Mihalíkové s Pohánkovou ve čtyřhře byla zapsána jako výhra Krawczykové a Muhammadové poměrem 6–0 a 6–0. \| \| \| \| \| \| | |                                                                          |      |                        |    |       |
| | |                                                                          | 1.   | 2.                     | 3. |       |
| 1. | | Renáta Jamrichová Hailey Baptisteová                                     | 3 6  | 4 6                    |    |       |
| 2. | | Rebecca Šramková Bernarda Peraová                                        | 62 7 | 5 7                    |    |       |
| 3. | | Tereza Mihalíková / Mia Pohánková Desirae Krawczyková / Asia Muhammadová | 3 0  |                        |    | skreč |
| | |                                                                          |      |                        |    |       |
| | |                                                                          |      |                        |    |       |
| | |                                                                          |      |                        |    |       |
| Podrobnosti | |                                                                          |      |                        |    |       |
| | Skreč Mihalíkové s Pohánkovou ve čtyřhře byla zapsána jako výhra Krawczykové a Muhammadové poměrem 6–0 a 6–0. |                                                                          |      |                        |    |       |

### Skupina D
| Poř.     | Tým        | mez. zápasy | utkání | sety        | hry          |
| -------- | ---------- | ----------- | ------ | ----------- | ------------ |
| 1.       | Kazachstán | 2–0         | 5–1    | 10–3 (77 %) | 73–41 (64 %) |
| 2.       | Austrálie  | 1–1         | 4–2    | 8–4 (67 %)  | 60–38 (61 %) |
| 3.       | Kolumbie   | 0–2         | 0–6    | 1–12 (8 %)  | 23–77 (23 %) |
| Brisbane |            |             |        |             |              |

#### Austrálie vs. Kazachstán
| | Austrálie | 1 :                                                                    | 2   | Kazachstán |    |  |
| --- | --------- | ---------------------------------------------------------------------- | --- | ---------- | -- |  |
| Pat Rafter Arena, Brisbane 10. dubna 2025, 12:00 tvrdý – GreenSet Cushion |           |                                                                        |     |            |    |  |
| \| \| \| \| 1. \| 2. \| 3. \| \| \| -- \| \| ---------------------------------------------------------------------- \| --- \| ---- \| -- \| \| \| 1. \| \| Maya Jointová Julia Putincevová \| 2 6 \| 1 6 \| \| \| \| 2. \| \| Kimberly Birrellová Jelena Rybakinová \| 3 6 \| 64 7 \| \| \| \| 3. \| \| Storm Hunterová / Ellen Perezová Anna Danilinová / Žibek Kulambajevová \| 6 3 \| 6 4 \| \| \| \| \| \| \| \| \| \| \| \| \| \| \| \| \| \| \| \| \| \| \| \| \| \| \| \| \| \| \| \| \| \| \| \| \| \| \| \| \| \| \| |           |                                                                        |     |            |    |  |
| |           |                                                                        | 1.  | 2.         | 3. |  |
| 1. |           | Maya Jointová Julia Putincevová                                        | 2 6 | 1 6        |    |  |
| 2. |           | Kimberly Birrellová Jelena Rybakinová                                  | 3 6 | 64 7       |    |  |
| 3. |           | Storm Hunterová / Ellen Perezová Anna Danilinová / Žibek Kulambajevová | 6 3 | 6 4        |    |  |
| |           |                                                                        |     |            |    |  |
| |           |                                                                        |     |            |    |  |
| |           |                                                                        |     |            |    |  |
| |           |                                                                        |     |            |    |  |
| |           |                                                                        |     |            |    |  |

#### Kazachstán vs. Kolumbie
| | Kazachstán | 3 :                                                                               | 0   | Kolumbie |     |  |
| --- | ---------- | --------------------------------------------------------------------------------- | --- | -------- | --- |  |
| Pat Rafter Arena, Brisbane 11. dubna 2025, 12:00 tvrdý – GreenSet Cushion |            |                                                                                   |     |          |     |  |
| \| \| \| \| 1. \| 2. \| 3. \| \| \| -- \| \| --------------------------------------------------------------------------------- \| --- \| --- \| --- \| \| \| 1. \| \| Julia Putincevová Valentina Mediorrealová \| 6 0 \| 6 1 \| \| \| \| 2. \| \| Jelena Rybakinová Yuliana Lizarazová \| 6 1 \| 6 2 \| \| \| \| 3. \| \| Zarina Dijasová / Žibek Kulambajevová Yuliana Lizarazová / María Paulina Pérezová \| 6 2 \| 5 7 \| 6 4 \| \| \| \| \| \| \| \| \| \| \| \| \| \| \| \| \| \| \| \| \| \| \| \| \| \| \| \| \| \| \| \| \| \| \| \| \| \| \| \| \| \| |            |                                                                                   |     |          |     |  |
| |            |                                                                                   | 1.  | 2.       | 3.  |  |
| 1. |            | Julia Putincevová Valentina Mediorrealová                                         | 6 0 | 6 1      |     |  |
| 2. |            | Jelena Rybakinová Yuliana Lizarazová                                              | 6 1 | 6 2      |     |  |
| 3. |            | Zarina Dijasová / Žibek Kulambajevová Yuliana Lizarazová / María Paulina Pérezová | 6 2 | 5 7      | 6 4 |  |
| |            |                                                                                   |     |          |     |  |
| |            |                                                                                   |     |          |     |  |
| |            |                                                                                   |     |          |     |  |
| |            |                                                                                   |     |          |     |  |
| |            |                                                                                   |     |          |     |  |

#### Austrálie vs. Kolumbie
| | Austrálie | 3 :                                                                               | 0   | Kolumbie |    |  |
| --- | --------- | --------------------------------------------------------------------------------- | --- | -------- | -- |  |
| Pat Rafter Arena, Brisbane 12. dubna 2025, 12:00 |           |                                                                                   |     |          |    |  |
| \| \| \| \| 1. \| 2. \| 3. \| \| \| -- \| \| --------------------------------------------------------------------------------- \| --- \| --- \| -- \| \| \| 1. \| \| Maya Jointová Yuliana Monroyová \| 6 1 \| 6 0 \| \| \| \| 2. \| \| Kimberly Birrellová Yuliana Lizarazová \| 6 1 \| 6 3 \| \| \| \| 3. \| \| Storm Hunterová / Ellen Perezová Valentina Mediorrealová / María Paulina Pérezová \| 6 0 \| 6 1 \| \| \| \| \| \| \| \| \| \| \| \| \| \| \| \| \| \| \| \| \| \| \| \| \| \| \| \| \| \| \| \| \| \| \| \| \| \| \| \| \| \| \| |           |                                                                                   |     |          |    |  |
| |           |                                                                                   | 1.  | 2.       | 3. |  |
| 1. |           | Maya Jointová Yuliana Monroyová                                                   | 6 1 | 6 0      |    |  |
| 2. |           | Kimberly Birrellová Yuliana Lizarazová                                            | 6 1 | 6 3      |    |  |
| 3. |           | Storm Hunterová / Ellen Perezová Valentina Mediorrealová / María Paulina Pérezová | 6 0 | 6 1      |    |  |
| |           |                                                                                   |     |          |    |  |
| |           |                                                                                   |     |          |    |  |
| |           |                                                                                   |     |          |    |  |
| |           |                                                                                   |     |          |    |  |
| |           |                                                                                   |     |          |    |  |

### Skupina E
| Poř.  | Tým       | mez. zápasy | utkání | sety        | hry          |
| ----- | --------- | ----------- | ------ | ----------- | ------------ |
| 1.    | Ukrajina  | 2–0         | 5–1    | 10–3 (77 %) | 71–53 (57 %) |
| 2.    | Polsko    | 1–1         | 3–3    | 6–8 (43 %)  | 69–70 (50 %) |
| 3.    | Švýcarsko | 0–2         | 1–5    | 5–10 (33 %) | 60–77 (44 %) |
| Radom |           |             |        |             |              |

#### Polsko vs. Švýcarsko
| | Polsko | 3 :                                                                 | 0   | Švýcarsko |     |  |
| --- | ------ | ------------------------------------------------------------------- | --- | --------- | --- |  |
| Radomskie Centrum Sportu, Radom 10. dubna 2025, 15:00 antuka – RS Tennis Force Portable (hala) |        |                                                                     |     |           |     |  |
| \| \| \| \| 1. \| 2. \| 3. \| \| \| -- \| \| ------------------------------------------------------------------- \| --- \| --- \| --- \| \| \| 1. \| \| Katarzyna Kawaová Jil Teichmannová \| 5 7 \| 6 4 \| 6 2 \| \| \| 2. \| \| Magda Linetteová Viktorija Golubicová \| 6 4 \| 6 3 \| \| \| \| 3. \| \| Maja Chwalińská / Martyna Kubková Céline Naefová / Jil Teichmannová \| 6 3 \| 4 6 \| 6 2 \| \| \| \| \| \| \| \| \| \| \| \| \| \| \| \| \| \| \| \| \| \| \| \| \| \| \| \| \| \| \| \| \| \| \| \| \| \| \| \| \| \| |        |                                                                     |     |           |     |  |
| |        |                                                                     | 1.  | 2.        | 3.  |  |
| 1. |        | Katarzyna Kawaová Jil Teichmannová                                  | 5 7 | 6 4       | 6 2 |  |
| 2. |        | Magda Linetteová Viktorija Golubicová                               | 6 4 | 6 3       |     |  |
| 3. |        | Maja Chwalińská / Martyna Kubková Céline Naefová / Jil Teichmannová | 6 3 | 4 6       | 6 2 |  |
| |        |                                                                     |     |           |     |  |
| |        |                                                                     |     |           |     |  |
| |        |                                                                     |     |           |     |  |
| |        |                                                                     |     |           |     |  |
| |        |                                                                     |     |           |     |  |

#### Polsko vs. Ukrajina
| | Polsko | 0 :                                                                       | 3    | Ukrajina |    |  |
| --- | ------ | ------------------------------------------------------------------------- | ---- | -------- | -- |  |
| Radomskie Centrum Sportu, Radom 11. dubna 2025, 15:00 antuka – RS Tennis Force Portable (hala) |        |                                                                           |      |          |    |  |
| \| \| \| \| 1. \| 2. \| 3. \| \| \| -- \| \| ------------------------------------------------------------------------- \| ---- \| ---- \| -- \| \| \| 1. \| \| Katarzyna Kawaová Marta Kosťuková \| 1 6 \| 2 6 \| \| \| \| 2. \| \| Maja Chwalińská Elina Svitolinová \| 64 7 \| 3 6 \| \| \| \| 3. \| \| Maja Chwalińská / Martyna Kubková Ljudmyla Kičenoková / Nadija Kičenoková \| 61 7 \| 65 7 \| \| \| \| \| \| \| \| \| \| \| \| \| \| \| \| \| \| \| \| \| \| \| \| \| \| \| \| \| \| \| \| \| \| \| \| \| \| \| \| \| \| \| |        |                                                                           |      |          |    |  |
| |        |                                                                           | 1.   | 2.       | 3. |  |
| 1. |        | Katarzyna Kawaová Marta Kosťuková                                         | 1 6  | 2 6      |    |  |
| 2. |        | Maja Chwalińská Elina Svitolinová                                         | 64 7 | 3 6      |    |  |
| 3. |        | Maja Chwalińská / Martyna Kubková Ljudmyla Kičenoková / Nadija Kičenoková | 61 7 | 65 7     |    |  |
| |        |                                                                           |      |          |    |  |
| |        |                                                                           |      |          |    |  |
| |        |                                                                           |      |          |    |  |
| |        |                                                                           |      |          |    |  |
| |        |                                                                           |      |          |    |  |

#### Švýcarsko vs. Ukrajina
| | Švýcarsko | 1 :                                                                      | 2   | Ukrajina |      |  |
| --- | --------- | ------------------------------------------------------------------------ | --- | -------- | ---- |  |
| Radomskie Centrum Sportu, Radom 12. dubna 2025, 15:00 antuka – RS Tennis Force Portable (hala) |           |                                                                          |     |          |      |  |
| \| \| \| \| 1. \| 2. \| 3. \| \| \| -- \| \| ------------------------------------------------------------------------ \| --- \| ---- \| ---- \| \| \| 1. \| \| Céline Naefová Marta Kostuková \| 6 4 \| 7 61 \| \| \| \| 2. \| \| Jil Teichmannová Elina Svitolinová \| 4 6 \| 2 6 \| \| \| \| 3. \| \| Susan Bandecchiová / Céline Naefová Nadija Kičenoková / Katarina Zavacká \| 4 6 \| 6 3 \| 5 10 \| \| \| \| \| \| \| \| \| \| \| \| \| \| \| \| \| \| \| \| \| \| \| \| \| \| \| \| \| \| \| \| \| \| \| \| \| \| \| \| \| \| |           |                                                                          |     |          |      |  |
| |           |                                                                          | 1.  | 2.       | 3.   |  |
| 1. |           | Céline Naefová Marta Kostuková                                           | 6 4 | 7 61     |      |  |
| 2. |           | Jil Teichmannová Elina Svitolinová                                       | 4 6 | 2 6      |      |  |
| 3. |           | Susan Bandecchiová / Céline Naefová Nadija Kičenoková / Katarina Zavacká | 4 6 | 6 3      | 5 10 |  |
| |           |                                                                          |     |          |      |  |
| |           |                                                                          |     |          |      |  |
| |           |                                                                          |     |          |      |  |
| |           |                                                                          |     |          |      |  |
| |           |                                                                          |     |          |      |  |

### Skupina F
| Poř. | Tým            | mez. zápasy | utkání | sety        | hry          |
| ---- | -------------- | ----------- | ------ | ----------- | ------------ |
| 1.   | Velká Británie | 2–0         | 4–2    | 8–6 (57 %)  | 65–55 (54 %) |
| 2.   | Nizozemsko     | 1–1         | 4–2    | 9–5 (64 %)  | 69–64 (52 %) |
| 3.   | Německo        | 0–2         | 1–5    | 4–10 (29 %) | 57–72 (44 %) |
| Haag |                |             |        |             |              |

#### Německo vs. Nizozemsko
| | Německo | 0 :                                                                          | 3    | Nizozemsko |     |  |
| --- | ------- | ---------------------------------------------------------------------------- | ---- | ---------- | --- |  |
| Sportcampus Zuiderpark, Haag 10. dubna 2025, 13:00 antuka (hala) |         |                                                                              |      |            |     |  |
| \| \| \| \| 1. \| 2. \| 3. \| \| \| -- \| \| ---------------------------------------------------------------------------- \| ---- \| --- \| --- \| \| \| 1. \| \| Jule Niemeierová Eva Vedderová \| 3 6 \| 1 6 \| \| \| \| 2. \| \| Tatjana Mariová Suzan Lamensová \| 6 3 \| 3 6 \| 5 7 \| \| \| 3. \| \| Anna-Lena Friedsamová / Laura Siegemundová Suzan Lamensová / Demi Schuursová \| 65 7 \| 5 7 \| \| \| \| \| \| \| \| \| \| \| \| \| \| \| \| \| \| \| \| \| \| \| \| \| \| \| \| \| \| \| \| \| \| \| \| \| \| \| \| \| \| \| |         |                                                                              |      |            |     |  |
| |         |                                                                              | 1.   | 2.         | 3.  |  |
| 1. |         | Jule Niemeierová Eva Vedderová                                               | 3 6  | 1 6        |     |  |
| 2. |         | Tatjana Mariová Suzan Lamensová                                              | 6 3  | 3 6        | 5 7 |  |
| 3. |         | Anna-Lena Friedsamová / Laura Siegemundová Suzan Lamensová / Demi Schuursová | 65 7 | 5 7        |     |  |
| |         |                                                                              |      |            |     |  |
| |         |                                                                              |      |            |     |  |
| |         |                                                                              |      |            |     |  |
| |         |                                                                              |      |            |     |  |
| |         |                                                                              |      |            |     |  |

#### Velká Británie vs. Německo
| | Velká Británie | 2 :                                                                             | 1   | Německo |     |  |
| --- | -------------- | ------------------------------------------------------------------------------- | --- | ------- | --- |  |
| Sportcampus Zuiderpark, Haag 11. dubna 2025, 14:00 antuka (hala) |                |                                                                                 |     |         |     |  |
| \| \| \| \| 1. \| 2. \| 3. \| \| \| -- \| \| ------------------------------------------------------------------------------- \| --- \| --- \| --- \| \| \| 1. \| \| Sonay Kartalová Jule Niemeierová \| 6 4 \| 6 2 \| \| \| \| 2. \| \| Katie Boulterová Tatjana Mariová \| 1 6 \| 6 3 \| 6 1 \| \| \| 3. \| \| Harriet Dartová / Olivia Nichollsová Anna-Lena Friedsamová / Laura Siegemundová \| 4 6 \| 1 6 \| \| \| \| \| \| \| \| \| \| \| \| \| \| \| \| \| \| \| \| \| \| \| \| \| \| \| \| \| \| \| \| \| \| \| \| \| \| \| \| \| \| \| |                |                                                                                 |     |         |     |  |
| |                |                                                                                 | 1.  | 2.      | 3.  |  |
| 1. |                | Sonay Kartalová Jule Niemeierová                                                | 6 4 | 6 2     |     |  |
| 2. |                | Katie Boulterová Tatjana Mariová                                                | 1 6 | 6 3     | 6 1 |  |
| 3. |                | Harriet Dartová / Olivia Nichollsová Anna-Lena Friedsamová / Laura Siegemundová | 4 6 | 1 6     |     |  |
| |                |                                                                                 |     |         |     |  |
| |                |                                                                                 |     |         |     |  |
| |                |                                                                                 |     |         |     |  |
| |                |                                                                                 |     |         |     |  |
| |                |                                                                                 |     |         |     |  |

#### Velká Británie vs. Nizozemsko
| | Velká Británie | 2 :                                                                   | 1   | Nizozemsko |     |  |
| --- | -------------- | --------------------------------------------------------------------- | --- | ---------- | --- |  |
| Sportcampus Zuiderpark, Haag 12. dubna 2025, 14:00 antuka (hala) |                |                                                                       |     |            |     |  |
| \| \| \| \| 1. \| 2. \| 3. \| \| \| -- \| \| --------------------------------------------------------------------- \| --- \| --- \| --- \| \| \| 1. \| \| Sonay Kartalová Eva Vedderová \| 6 4 \| 4 6 \| 6 1 \| \| \| 2. \| \| Katie Boulterová Suzan Lamensová \| 4 6 \| 3 6 \| \| \| \| 3. \| \| Katie Boulterová / Jodie Burrageová Suzan Lamensová / Demi Schuursová \| 6 2 \| 6 2 \| \| \| \| \| \| \| \| \| \| \| \| \| \| \| \| \| \| \| \| \| \| \| \| \| \| \| \| \| \| \| \| \| \| \| \| \| \| \| \| \| \| \| |                |                                                                       |     |            |     |  |
| |                |                                                                       | 1.  | 2.         | 3.  |  |
| 1. |                | Sonay Kartalová Eva Vedderová                                         | 6 4 | 4 6        | 6 1 |  |
| 2. |                | Katie Boulterová Suzan Lamensová                                      | 4 6 | 3 6        |     |  |
| 3. |                | Katie Boulterová / Jodie Burrageová Suzan Lamensová / Demi Schuursová | 6 2 | 6 2        |     |  |
| |                |                                                                       |     |            |     |  |
| |                |                                                                       |     |            |     |  |
| |                |                                                                       |     |            |     |  |
| |                |                                                                       |     |            |     |  |
| |                |                                                                       |     |            |     |  |